# Crkáň
Crkáň (v některých pramenech také Crkaň či Crkaně, Crkáně) je zaniklá ves, která se rozkládala na pomezí dnešních katastrů Opočínku, dnes části Pardubic, a obce Valy. 

## Poloha
Její přesná poloha není známá, zatím nejdůkladněji se věnoval lokalizaci Crkáně Petr Vorel, který její sídelní jádro umístil k ústí Crkáňského potoka do Labe (přibližně 700 až 800 metrů východně od centra Valů, v místě, kde dnes podtéká Crkáňský potok železniční trať). Dřívější autoři lokalizovali ves východněji a do poměrně velkého prostoru lesního komplexu mezi obcemi Veselí, Valy, Bezděkov, Čívice a Opočínek.
Jméno obce dnes připomínají rybníky (Horní a Dolní Crkáň) na Crkáňském potoce a také Crkáňský rybník. Název Crkáň nesl též les mezi Valy, Opočínkem, Labem a státní silnicí, který je dnes v mapách označován jako Obecní les. Názvy Na Crkáni a U Crkáně můžeme nalézt v současné katastrální mapě poblíž východního okraje Valů. 
Po obci nezůstaly kromě místních názvů žádné památky, až na (pravděpodobné) zbytky plužiny, které identifikoval v terénu při svém výzkumu prof. Vorel. 

## Historie
První zmínka o Crkáni je z roku 1389, kdy byla v soupise leníků olomouckého biskupství uvedena jako Czirkan. Následovně střídala své majitele; v roce 1488 se pak uvádí jako pustá. Důvody jejího zániku nejsou jisté, jedním z nich mohlo být Korvínovo tažení v roce 1464 (nicméně o zániku sídel kvůli tažení nejsou v dobových dokumentech žádné zprávy), Vorel uvádí také demografickou krizi druhé poloviny 15. století a rozdělení vsi do dvou panství, k čemuž se mohl přidat fakt nepříliš velké úrodnosti crkáňských polností.

## Název
Název obce byl podle Antonína Profouse odvozen buď z předpokládaného vlastního jména Crkan (přivlastňovací příponou -jь či -ja), anebo podle crkání, tj. cvrčení cvrčků. Petr Vorel této teorii oponuje, navrhuje název podle crčení vody Crkáňského potoka, který před svým ústím do Labe stékal ze strmého opukového (slínového) svahu. Parpedie nabízí ještě teorii, že „z lesních pramenů jižně od Bezděkova voda crčí“.